# Poul Bundgaard
Poul Bundgaard (Hellerup, Gentofte község, 1922. október 27. – Gentofte, Gentofte község, 1998. június 3.) dán színész és operaénekes.

## Pályája
Már háromhónapos korában debütált egy filmben, amikor 1923-ban egy gyerekkocsiban feküdt a Pat és Patachon című filmben. 
Poul Bundgaard kereskedősegédként dolgozott a második világháború alatt, de emellett statisztált filmekben, sőt anyagi megfontolásból szerepet vállalt pornó- és soft core filmekben is. Pályáját mint revüénekes kezdte. Váratlanul elismert operett- és musicalsztárrá lépett elő. Többször is kapott Filmpreis BODIL-díjat színészi alakításaiért. 1998. június 3-án az Olsen banda utolsó küldetése (14. rész) idején már súlyos beteg volt, és emiatt tolószékbe kényszerült. A film forgatása alatt meg is halt.
Az Olsen-banda-filmekben a pipogya, félős Kjeldet alakította.